# Hekistolampis cordillerae
Hekistolampis cordillerae är en insektsart som beskrevs av Marius Descamps 1978. Hekistolampis cordillerae ingår i släktet Hekistolampis och familjen Romaleidae. Inga underarter finns listade i Catalogue of Life.